# Samostan Pantelejmon
Samostan sv. Pantelejmona (rusko  Монастырь Святого Пантелеймона/Monastir' Svjatogo Pantelejmona, grško starogrško Μονή Αγίου Παντελεήμονος/Moní Agíou Panteleímonos), znan tudi kot Rossikon (rusko Россикон, Rossikon, grško starogrško Ρωσσικόν, Rossikón) ali Novi Russik (rusko Новый Руссик, Novij Russik), je eden od dvajsetih pravoslavnih samostanov na Sveti gori (Atos). Samostan stoji na jugozahodni strani polotoka Atos v severni Grčiji. Pogosto se omenja kot "ruski", ker ima zgodovinske in bogoslužne vezi z Rusko pravoslavno cerkvijo. Samostan je kljub temu, tako kot vsi drugi atoški samostani in naselja, pod neposredno cerkveno jurisdikcijo Ekumenskega patriarhata v Carigradu. Vsi njegovi menihi so, običajno naturalizirani, grški državljani.

## Zgodovina
Samostan je v 11. stoletju ustanovilo več menihov iz Kijevske Rusije, zato je postal znan kot Rossikon.  V nekaterih obdobjih njegove zgodovine so v njem bivali predvsem ruski menihi. Leta 1169 je bil priznan kot samostojen samostan. 
Ruski romar Izaija je potrdil, da je bil samostan konec 15. stoletja ruski.
Samostan je cvetel v 16. in 17. stoletju, ko so ga bogato sponzorirali carji Velike moskovske kneževine in srbski vojvode Kratova. V 18. stoletju se je dramatično zmanjšal do te mere, da sta bila leta 1730 v njem samo še dva ruska in dva bolgarska meniha. 
Gradnja sedanjega samostana na novi  lokaciji bliže morski obali se je začela v prvih desetletjih 19. stoletja s pomočjo moldavsko-vlaškega vladarja  Skarlatosa Kallimachosa. Leta 1895 je bilo v njem 1.000 menihov, leta 1903 1.446 in leta 1913 več kot 2.000. Pod tatarskim jarmom v Rusiji je bila večina menihov Srbov in Grkov. V atoški hierarhiji zaseda Pantelejmon devetnajsto mesto od dvajsetih. Je kenobitski samostan, se pravi da menihi živijo v skupnosti, in ima štiri skite.
Leta 1913 je bil samostan prizorišče ostrih teoloških razprav med ruskimi menihi (imjaslavje), ki so povzročile intervencijo carske Rusije. Približno 800 menihov, ki so bili na napačni strani, so deportirali v Rusijo.
Samostan sv. Pantelejmona je večkrat prizadel požar. Največja sta bila leta 1307, ki so ga podtaknili katalonski najemniki, in leta 1968. Prvi ruski voditelj, ki je obiskal samostan, je bil Vladimir Putin 9. septembra 2005.

## Moderna doba
Sodobni samostan Pantelejmon ima videz majhnega mesta z različno visokimi zgradbami in veliko kupolami. Je največji  atoški samostan. Kljub temu, da je bil v požaru leta 1968 zelo uničen,  ima eno krilo samostana, namenjeno gostom, dovolj prostora za 1.000 menihov. Samostanski katolikon (glavna cerkev) je bil zgrajen v obdobju 1812-1821 in posvečen sv. Pantelejmonu. Cerkev je podobna cerkvam drugih atoških samostanov. Razen katolikona ima samostan še veliko  manjših kapel.
Samostanska knjižnica je v samostojni zgradbi na samostanskem dvorišču. Poseduje 1.320 grških in 600 slovanskih rokopisov in 25.000 tiskanih knjig. V knjižnici je tudi nekaj neprecenljivih relikvij, med njimi glava sv. Pantelejmona, najbolj priljubljenega ruskega svetnika. Za samostanske zvonove pravijo, da so bili v 19. stoletju največji v Grčiji. Samostan ima hčerinsko skupnost  v Novem Atosu v Abhaziji.
Po prenosu Atosa v Grško kraljestvo leta 1912, še posebej pa na začetku prve svetovne vojne lata 1914, se je tok romarjev in menihov iz Rusije prekinil, kasneje pa ga je strogo nadzirala grška vlada. Takšen režim je veljal do razpada Sovjetske zveze leta 1991. Število menihov se je z nekaj tisoč v prvem desetletju 20. stoletja v zgodnjih 70. letih 20. stoletja zmanjšalo na trinajst. 
V 1990. letih je grška vlada sprostila restriktivno politiko, kar je povzročilo relativno oživitev samostana. Maja 2016 je bilo v njem približno 70 ruskih in ukrajinskih menihov.

## Pomembna rokopisa
- Kodeks 052
- Minuskula 1093 (Gregory-Aland)

## Slavni menihi
Med najbolj znane menihe samostana Pantelejmon spadata Siluan Atoški in arhimandrit Sofronij.